# (8957) Koujounotsuki
(8957) Koujounotsuki est un astéroïde de la ceinture principale.

## Description
(8957) Koujounotsuki est un astéroïde de la ceinture principale. Il fut découvert le 22 mars 1998 à Geisei par Tsutomu Seki. Il présente une orbite caractérisée par un demi-grand axe de 2,27 UA, une excentricité de 0,16 et une inclinaison de 3,1° par rapport à l'écliptique.

## Compléments